# Gregory Jacobs
Gregory Jacobs (New Jersey, 13 agosto 1957) è un regista, sceneggiatore e produttore cinematografico statunitense.

## Biografia
Nato e cresciuto a Harrington Park, New Jersey, dove si è diplomato alla Northern Valley Regional High School, Old Tappan. È il figlio di Rafael Jacobs, di professione avvocato, e Marti Jacobs. Ha un fratello, Douglas Jacobs, che è il presidente della Integrated Sports Media, una società sportiva che si trova a Hoboken. Jacobs si è laureato della Tisch School of the Arts e durante la pausa estiva dalla scuola di cinema ottiene il suo primo lavoro; assistente alla regia di John Sayles per il film indipendente Matewan.
Jacobs ha iniziato la sua carriera verso la fine degli anni ottanta, come aiuto regista per registi come i fratelli Coen, Richard Linklater, Jodie Foster, John Schlesinger e Steven Soderbergh. La lunga collaborazione con Soderbergh inizia nel 1993 con il film Piccolo, grande Aaron, proseguita come primo aiuto regista in tutti i progetti cinematografici e televisivi di Soderbergh. 
Nel 2004 ha realizzato Criminal, il suo primo lungometraggio come regista, che ha anche prodotto e scritto la sceneggiatura. Il suo secondo film come regista è stato  Wind Chill - Ghiaccio rosso sangue. Nel 2013 ha vinto un Emmy Awards per il film TV Dietro i candelabri. Nel 2015 dirige Magic Mike XXL, sequel di Magic Mike diretto da Soderbergh nel 2012. 
Nel 2015 crea, assieme a Joe Gangemi, la serie televisiva Red Oaks, prodotta da Amazon Studios e ispirata dalle sue reali esperienze giovanili.

## Filmografia

### Regista
- Criminal (2004)
- Wind Chill - Ghiaccio rosso sangue (Wind Chill) (2007)
- Magic Mike XXL (2015)

### Sceneggiatore
- Criminal, regia di Gregory Jacobs (2004)
- Go with Me - Sul sentiero della vendetta (Go with Me), regia di Daniel Alfredson (2015)

### Produttore
- Prima dell'alba (Before Sunrise), regia di Richard Linklater (1995)
- Full Frontal, regia di Steven Soderbergh (2002)
- Solaris, regia di Steven Soderbergh (2002)
- Criminal, regia di Gregory Jacobs (2004)
- Ocean's Twelve, regia di Steven Soderbergh (2004)
- Bubble, regia di Steven Soderbergh (2005)
- Intrigo a Berlino (The Good German), regia di Steven Soderbergh (2006)
- Ocean's Thirteen, regia di Steven Soderbergh (2007)
- Che - L'argentino (The Argentine), regia di Steven Soderbergh (2008)
- Che - Guerriglia (Guerrilla), regia di Steven Soderbergh (2008)
- The Girlfriend Experience, regia di Steven Soderbergh (2009)
- The Informant!, regia di Steven Soderbergh (2009)
- Contagion, regia di Steven Soderbergh (2011)
- Knockout - Resa dei conti (Haywire), regia di Steven Soderbergh (2011)
- Magic Mike, regia di Steven Soderbergh (2012)
- Effetti collaterali (Side Effects), regia di Steven Soderbergh (2013)
- Dietro i candelabri (Behind the Candelabra) - film TV, regia di Steven Soderbergh (2013)
- Edge of Tomorrow - Senza domani (Edge of Tomorrow), regia di Doug Liman (2014)
- The Knick – serie TV, 20 episodi (2014-2015)
- Red Oaks – serie TV, 26 episodi (2014-2017)
- La truffa dei Logan (Logan Lucky), regia di Steven Soderbergh (2017)
- Now Apocalypse – serie TV, 10 episodi (2019)
- Panama Papers (The Laundromat), regia di Steven Soderbergh (2019)
- Lasciali parlare (Let Them All Talk), regia di Steven Soderbergh (2020)
- Extrapolations – serie TV, 8 episodi (2023)
- Apples Never Fall, regia di Chris Sweeney e Dawn Shadforth – miniserie TV (2024)
- Black Bag - Doppio gioco (Black Bag), regia di Steven Soderbergh (2025)